# 普利亚区安扎诺
普利亚区安扎诺（義大利語：Anzano di Puglia），是意大利福贾省的一个市镇。总面积11.12平方公里，人口1842人，人口密度165.6人/平方公里（2009年）。ISTAT代码为071003。